# Șasa (okręg Alba)
Șasa – wieś w Rumunii, w okręgu Alba, w gminie Lupșa. W 2011 roku pozostawała niezamieszkana.